# Selce, Lenart
Selce este o localitate din comuna Lenart, Slovenia, cu o populație de 370 de locuitori.